# Всесоюзный центр переводов
Всесоюзный центр переводов научно-технической литературы и документации (ВЦП) — главная переводческая структура СССР, ставшая, в дальнейшем, основой для создания целой сети филиалов. Центр был организован в 1972 году приказом Госкомитета по науке и технике Совета Министров СССР под руководством Академии наук Советского Союза.

## Предшественники
История ВЦП берет начало в 1950-м году, когда на базе Всероссийского института научной и технической информации (далее — ВИНИТИ) указом Михайлова А. И., руководителя института, было сформировано Бюро переводов. Оно входило в структуру ВИНИТИ, но не имело собственного юридического статуса.
В 1960-х годах Бюро получило правовой статус и перешло на полное самообеспечение. Наравне с практической работой оно начинает научно-методическую деятельность:
- комплектует первый в стране банк выполненных переводов;
- создает госфонд неопубликованных работ;
- издает брошюры, инструкции и документы по регулированию, подведению под единый стандарт и улучшению качества работы переводчиков;
- координирует деятельность нештатных сотрудников.

Вопреки тому, что Бюро переводов создавалось как подразделение и структурная единица ВИНИТИ и первоначально ориентировалась на его нужды, уже к 1968 году 90 % заказов поступало от сторонних организаций и лиц.
Руководил Бюро Криницин Николай Николаевич. Через несколько лет его на этом посту сменил Романов Борис Владимирович.  К моменту начала проработки вопроса о преобразовании Бюро переводов во Всесоюзный центр переводов директором был Юдин Юрий Петрович. 
Когда стало понятно, что работа Бюро переводов сильно ограничена лимитом на фонд окладов нештатных сотрудников, было принято решение о реструктуризации и выходе из-под контроля ВИНИТИ.
Это заняло один год, и в 1973 году вышло постановление № 425/48 Государственного комитета Совета Министров по науке и технике, которое подарило Бюро юридическую независимость и новое название.
ВЦП получил невероятные по тем временам условия для работы:
- в несколько раз было увеличено количество штатных редакторов;
- выделены дополнительные лимиты на оплату работы несписочного состава (нештатных переводчиков);
- почти в 3 раза вырос объём публикаций выполненных переводов;
- начата самостоятельная работа Центра по развитию теории переводческой деятельности;
- начаты первые разработки по автоматизации машинного перевода;
- появился первый учётный реестр переводчиков по специализации и языкам.

70-е годы считаются одними из самых плодотворных в работе и развитии ВЦП.

## Система координирования переводов
Создание ВЦП позволило разработать и внедрить механизм контроля выполненных, но неопубликованных переводов. Она позволяла избежать ненужного повторения научно-технических текстов и открывала доступ к подобной литературе для всех желающих.
Все взаимодействие между заказчиками и исполнителями проходило только через ВЦП. Первые запрашивали необходимый перевод, и если такой уже имелся в реестре Центра, то получали копию. Если же документ отсутствовал, заказчик мог выполнить перевод самостоятельно, но в обязательном порядке предоставить фотокопию в ВЦП.
С одной стороны, это позволило создать единый государственный фонд актуальных, но неопубликованных переводов, с другой — добавило Центру бюрократической работы, которая отвлекала его от научной деятельности.
При этом ВЦП владел только картотекой, собственной базы у него отсутствовала. Госфонд переводов был распределенным, работы находились в самых разнообразных библиотеках страны. И иногда, чтобы получить необходимую копию, заказчику приходилось ждать по несколько недель.
Со временем к фонду подключились страны Совета Экономической Взаимопомощи: Венгрия, Куба, Польша, Болгария, Вьетнам, Румыния и Чехословакия. Они активно использовали возможности российских переводчиков и уже имеющиеся в доступе материалы для ознакомления с научно-техническими документами таких стран как Япония, Китай или Корея.

## Методические пособия

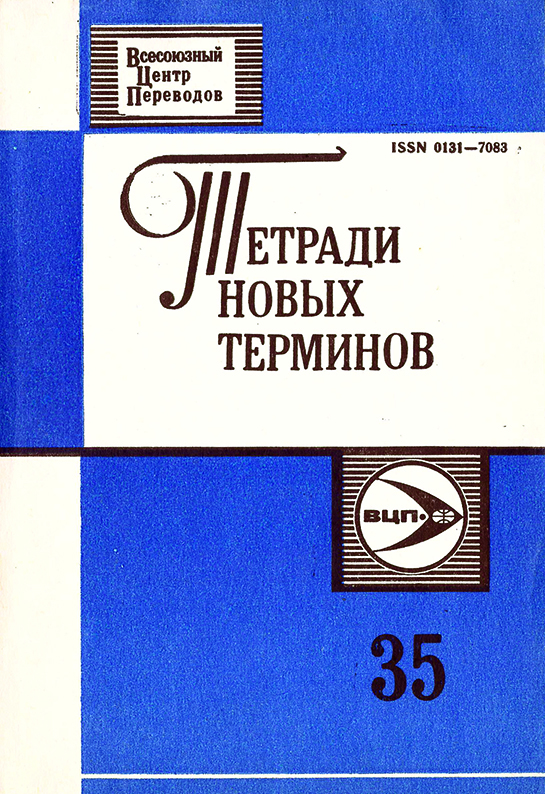
Тетради новых терминов

ВЦП активно занимался развитием переводческой деятельности: принимал участие и проводил на своей базе семинары и научные конференции, выпускал методички для редакторов и профессиональных переводчиков технических текстов. К 1976 году объём выпуска бумажной продукции Центра превысил 1 млн печатных листов.
Особую популярность завоевали «Тетради новых терминов», обновляемые и дополняемые ежегодно. Они позволили унифицировать и стандартизировать язык перевода научно-технических текстов и документации.
Такие тетради-словари выпускались по всем направлениям НТП. В общей сложности в то время вышло 212 пособий, многие из которых актуальны и сегодня.

## Научные разработки
ВЦП занимался вопросами теории и практики технического перевода, изучал компьютеризацию перевода и использование машин для работы переводчиков.
20 сотрудников ВЦП защитили и опубликовали диссертации на звание кандидата наук, двое стали докторами.

## ГОСТы и нормативы
ВЦП разработал и утвердил единые требования к переводчикам СССР:
- количество затрачиваемого на единицу текста времени;
- нормативы для выполнения тех или иных видов переводов;
- принципы оценки качества работы переводчика;
- критерии для подтверждения квалификации молодых специалистов.

Многие из них стали основой подготовленных и опубликованных в начале нулевых регламентов и стандартов переводческой деятельности от Министерства труда и соцразвития РФ.

## Подразделения
К началу 70-х годов стало понятно, что для перераспределения нагрузки и уменьшения бюрократических проволочек Центра нужна система региональных филиалов.
Были открыты отделения ВЦП в следующих городах:
- Горький (Нижний Новгород) — 1977 год;
- Киев — 1979 год;
- Ростов-на-Дону — 1980 год;
- Тбилиси — 1983 год;
- Минск — 1986 год.

 Филиалы работали по принципу головного офиса. Их появление позволило привлечь к переводческой деятельности региональных специалистов, которые испытывали трудности с заказами.

## Перестройка
Времена перестройки практически никак не сказались на деятельность Всесоюзного центра переводов научно-технической литературы и документации. Обусловлено это, не в последнюю очередь, спецификой организации, которая никогда не находилась на государственном финансировании.
При этом объёмы опубликованных материалов в 80-90 годы не только не сократились, но и выросли за счет повышения экономической деятельности населения. ВЦП составил, напечатал и разослал во все библиотеки Союза «Указатель переводов» — сводную картотеку когда-либо выполненных, но неопубликованных работ. Теперь каждый гражданин мог получить любой необходимый ему научно-технический текст по цене фотокопии.
Принятие в середине 80-х годов закона 6050-X1 «Об индивидуальной трудовой деятельности» открыло дорогу в профессию людям без должной квалификации и имело целый ряд последствий для ВЦП.
С одной стороны, пострадал престиж профессии и качество переводов в целом. С другой — услуги Центра на фоне неквалифицированных работ стали более востребованы среди экономически активного населения.
Распад СССР привел к отделению от ВЦП всех региональных редакций и тяжелому кризису. Полностью остановилось финансирование научной деятельности, были урезаны объёмы заказов.
В 1992 году ВЦП получил новое название — Всероссийский центр переводов научно-технической литературы и документации. Был разработан Устав организации, учитывающий принципы новой экономической ситуации.

## Новое время
Новые политические и экономические условия поставили перед ВПЦ новые задачи. Несмотря на то, что в Уставе 1992 года были учтены принципы функционирования рыночной экономики, специалистам Центра пришлось полностью перестраивать свою деятельность и привыкать к новым условиям работы:
- практически исчезли заказы на перевод научно-технической литературы;

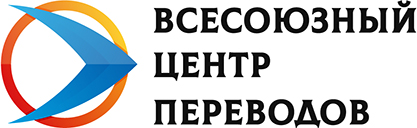
Логотип компании «Всесоюзный центр переводов», последователь ВЦП

- Логотип компании «Всесоюзный центр переводов», последователь ВЦПвозросло количество заявок на перевод коммерческих, юридических и личных текстов;
- изменился перечень актуальных языков;
- сошло на нет сотрудничество с бывшими странами СЭВ;
- изменились требования к нормам русского языка, одновременно появился огромный пласт специфической заимствованной лексики;
- возросли требования к оформлению текстов;
- естественным требованием стала передача переводов на электронном носителе;
- распространение и совершенствование машинного перевода снизило количество заказчиков;
- выросли цены;
- была введена практика заверения переводов официальных документов апостилем, специальным штампом и гербовой печатью;
- стала выше и жестче конкуренция;
- вдвое сократились сроки исполнения заказа — на 40 000 знаков переводчику теперь дается 3-4 дня, в то время как 30 лет назад этот срок составлял 10 дней.
- появились запросы на мгновенный перевод в присутствии заказчика без потери его качества, что считалось немыслимым в советские времена;
- широкое распространение и высокая доступность электронных словарей вывела актуальность и качество переводов на новую ступень.

Все также остается актуальным вопрос о поставке неопубликованных переводных технических текстов в областные и районные библиотеки и книгохранилища и составлении единого реестра переводов, который был разрушен законом 1994 года «Об обязательном экземпляре».
В 2022 году традиции ВЦП продолжает переводческая компания «Всесоюзный центр переводов».

## Научная деятельность
Высокий спрос на качественные переводы и активное экономическое развитие организации позволило ВЦП частично вернуться к научной работе.
Силами Центра были выпущена монография и 4 сборника научных публикаций, освещающие современные задачи обучения и профподготовки переводчиков, качества перевода, развития переводоведения как научной и практической дисциплины.
Совместно с Роснаукой и при сотрудничестве с лексикографами, разработчиками компьютеризированного перевода, лингвистами и практикующими работниками отрасли были проведены многочисленные исследования на темы
- нормативных и правовых актов, регулирующих деятельность переводчика;
- научно-методического обеспечения молодых специалистов;
- типичных ошибок и методик перевода.

## Известные сотрудники
Марчук, Юрий Николаевич
Убин, Иван Иванович
Леонтьева, Нина Николаевна
Мартемьянов, Юрий Семенович
Королев, Эдуард Иванович
Шайкевич, Анатолий Янович
Гиндин, Сергей Иосифович